# Paula Vicente
Paula Vicente (1519-1576), hija de Gil Vicente y Mecília Rodrigues, fue una artista portuguesa y dama de la Infanta D. Maria. Era conocida por su erudición y talento musical, siendo intérprete y habiendo representado algunas piezas de su padre. 
Escribió varias comedias además de editar y organizar una compilación con su hermano, Luís Vicente.

## Biografía
Murió soltera y sin dejar descendencia. Poseyó dos casas en la Calle de los Penosinhos, en Santa Cruz del Castillo, en Lisboa.

## Obras
- Arte de Lengua Inglesa y Holandesa para instrucción de sus Naturales